# ムシニアンカ・ムシナ
ムシニアンカ・ムシナ（Muszynianka Muszyna）は、ポーランド・ムシナを本拠地とする女子バレーボールクラブ。1982年に創設。現在ポーランド1部リーグに所属。
2006-2007CEVチャンピオンズリーグは1次ラウンド敗退に終わった。

## 主な成績
ポーランドリーグ
- 優勝：2006、2008、2009

 ポーランドカップ
- 準優勝：2009

## 歴代所属選手
- マリオラ・ゼニク
- イザベラ・コバリンスカ
- ガブリエラ・ボイトビッチ
- アニエスカ・ベドナレク
- アンナ・ヴェルブリンスカ
- パウリナ・マイ
- アレクサンドラ・ヤゲーロ
- カタジナ・ガイガウ
- ミレナ・ラデツカ
- クラウディア・カチョロフスカ
- ベスナ・ジュリシッチ
- ダニツァ・ラデンコビッチ
- デビー・スタム＝ピロン
- カロリン・ベンシンク
- サーニャ・ポポビッチ
- レイチェル・ローク
- エレーヌ・ルソー